# Frank Muller
Frank Muller (10 settembre 1862 – 19 aprile 1917) è stato un astronomo statunitense.
Nato in Virginia, dal 1885 ha lavorato nell'Osservatorio McCormick come assistente di Ormond Stone e Francis Preserved Leavenworth.
Ha scoperto circa 100 oggetti celesti inseriti nel New General Catalogue e nell'Index Catalogue.
È morto nel 1917 all'età di 54 anni. È sepolto nel cimitero di Warrenton.